# Baghpat (huyện)
Huyện Baghpat là một huyện thuộc bang Uttar Pradesh, Ấn Độ. Thủ phủ huyện Baghpat đóng ở Baghpat. Huyện Baghpat có diện tích 1345 ki lô mét vuông. Đến thời điểm năm 2001, huyện Baghpat có dân số 1164388 người.